# 注册机
注册机（英語：或），又稱序號機、序號產生器、注册码生成器、序列号生成器，為一種可破解商業軟體註冊程序之程式。
大部分註冊機可根據使用者輸入註冊內容來生成對應註冊序號或註冊檔案。與此同時，也有很多程式不需輸入用戶名或其他資訊即可獲得註冊時所需之序號。製作註冊機者多為黑客或少數本地化作者。一般需要脫殼軟體、記憶體查看軟體和反組譯器等破解工具作為輔助。
為維護自身權益，部份软件公司採用機器碼或軟體分試用版和商業版等方式，以抵制註冊機。同時某些新發行軟體使用啟動機制以試圖阻止盜版，然而仍遭註冊機破解。